# Riesenbecher

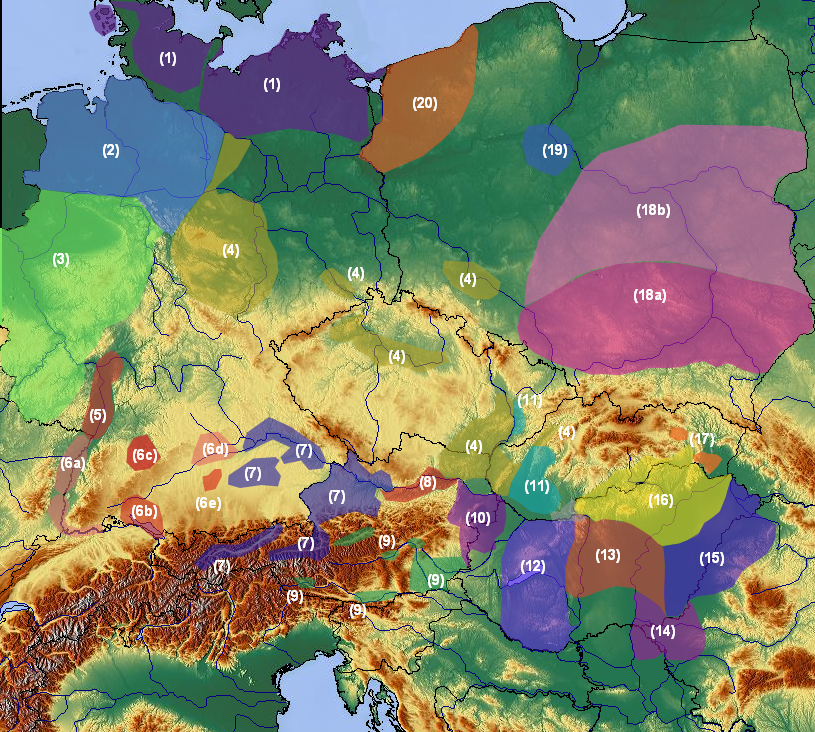
Mitteleuropäische Kulturen des Übergangs vom Endneolithikum zur frühen Bronzezeit nach Paul Reinecke, darunter endneolithische Reste (1), frühe Glockenbecherkultur (2) mit Riesenbecher-Gruppe (3)

Riesenbecher ist ein morphologischer Begriff der Archäologie für eine Gefäßform der Siedlungskeramik der Einzelgrabkultur, die in der gesamten Norddeutschen Tiefebene (bis zur Oder), vereinzelt aber auch südlich davon (Steinkammergrab von Züschen), gefunden wurde.

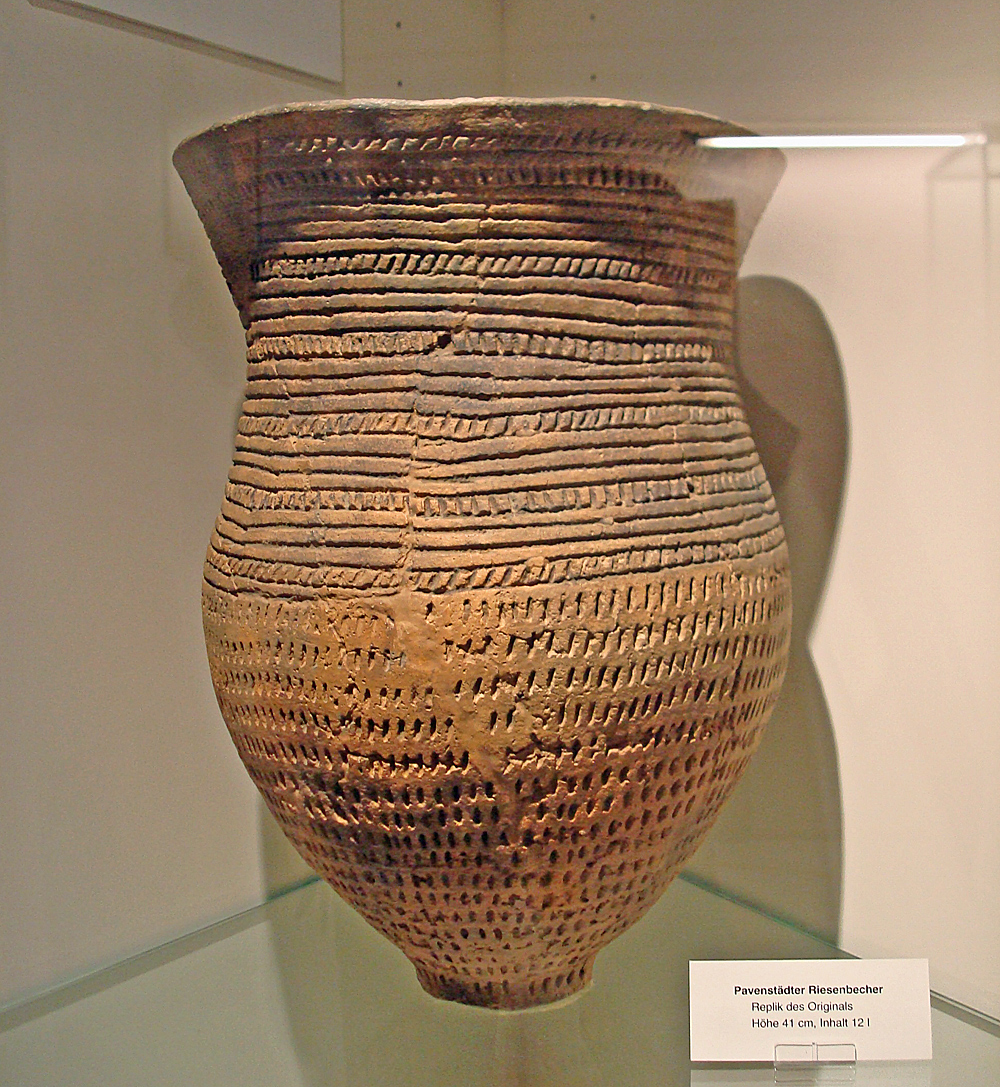
Der "Pavenstädter Riesenbecher" (Replik) im Stadtmuseum Gütersloh – 41 cm hoch

Das heterogene Spektrum wird ausschließlich durch die Größe (etwa 35 bis 56 cm) und die Form bestimmt. Die Becher haben keine adäquate Standfläche, sind unverziert, flächig verziert oder (insbesondere im Wendland) mit plastischen Applikationen versehen. Das Verzierungsspektrum der Riesenbecher wurde 1955 von Karl Wilhelm Struve (1917–1988) vorgestellt. Jan Lichardus (1939–2004) bildete vier Kategorien und postulierte eine geschlossene, dem Riesenbecher zugehörige Kulturgruppe.
Riesenbecher datieren an den Übergang vom Endneolithikum zur frühen Bronzezeit. Die stratigraphische Lage des Riesenbechers aus dem  Grab von Wallhöfen verbindet ihn mit einer Bestattung der Glockenbecherkultur. Damit müssen Riesen- und Glockenbecher gleichzeitig in Gebrauch gewesen sein.
Die frühbronzezeitliche (1875 bis 1575 v. Chr.) Wickelschnurverzierung ist das Leitfossil dieser Zeitstufe in Westfalen und den Niederlanden.